# James Dasaolu
James Dasaolu (Croydon, 5 september 1987) is een Britse sprinter, die is gespecialiseerd in de 100 m. Hij werd Europees kampioen in deze discipline. Ook nam hij tweemaal deel aan de Olympische Spelen.

## Loopbaan
Dasaolu behaalde zijn eerste internationale medaille op de 60 m tijdens de Europese indoorkampioenschappen van 2013. Nadat hij in de halve finale reeds zijn persoonlijk record had verbeterd naar 6,52 s, eindigde hij in de finale met een tijd van 6,48 op slechts twee duizendste van een seconde van winnaar Jimmy Vicaut.
In 2013 kwalificeerde Dasaolu zich voor de finale van de 100 m op de wereldkampioenschappen in Moskou. In deze finale eindigde hij op de achtste en laatste plaats. Een jaar later behaalde hij zijn grootste succes door op de Europese kampioenschappen in Zürich goud te winnen op de 100 m.

## Titels
- Europees kampioen 100 m - 2014
- Europees kampioen 4 x 100 m - 2016
- Brits kampioen 100 m - 2016

## Persoonlijke records
Outdoor
| Onderdeel | Prestatie          | Datum        | Plaats     |
| --------- | ------------------ | ------------ | ---------- |
| 100 m     | 9,91 s (+1,1 m/s)  | 13 juli 2013 | Birmingham |
| 200 m     | 20,73 s (+1,7 m/s) | 10 juli 2017 | Genève     |

Indoor
| Onderdeel | Prestatie | Datum            | Plaats     |
| --------- | --------- | ---------------- | ---------- |
| 60 m      | 6,47 s    | 15 februari 2014 | Birmingham |

## Palmares

### 60 m
- 2013:  EK indoor - 6,48 s

### 100 m
Kampioenschappen
- 2010:  Britse kamp. - 10,23 s
- 2012:  Britse kamp. - 10,31 s
- 2012: 7e in ½ fin. OS - 10,18 s
- 2013: 8e WK - 10,21 s
- 2014:  EK - 10,06 s
- 2014:  IAAF Continental Cup - 10,03 s
- 2015:  Britse kamp. - 10,24 s
- 2015: 4e in serie WK - 10,16
- 2016:  Britse kamp. - 9,93 s (RW)
- 2016: 6e in ½ fin. OS - 10,16 s
- 2017:  Britse kamp. - 10,11 s

Diamond League-podiumplekken
- 2013:  Sainsbury’s Grand Prix – 10,03 s

### 4 x 100  m
- 2013:  EK team - 38,39 s
- 2016:  EK - 38,17 s